# La Courtisane (Pierre l'Arétin)
Pour les articles homonymes, voir La Courtisane.
La Courtisane ou La Comédie courtisane (La cortigiana en italien) est une comédie en prose et en cinq actes de Pierre l'Arétin. Elle existe en deux versions : la première, pendant longtemps non publiée, a été composée à Rome en 1525. La comédie est ensuite réécrite et publiée dans cette seconde version à Venise en 1534, imprimée par Francesco Marcolini da Forlì (it).
Les dates exactes de conception et de composition de la première version ne sont pas certaines. On suppose néanmoins qu'elle a été rédigée entre février et juillet 1525, et qu'elle devait être jouée la même année pendant la période du carnaval.
La Courtisane est une parodie de l'ouvrage, alors non encore publié, Le Livre du courtisan (Il libro del Cortegiano, 1526) de Baldassare Castiglione, qui idéalise la vie à la cour.

## Résumé
Le résumé ci-dessous décrit la version de 1525.

### Prologue
Entrent en scène deux comédiens, « l'histrion du prologue » et « l'histrion de l'histoire ». Après s'être disputés, ils se tournent vers le public et l'insultent copieusement. Ils racontent ensuite le point de départ de la comédie. Le héros est un jeune homme, Maco de' Coe, de Sienne, terriblement malade et cloué au lit avec de la fièvre. Son père, désespéré, fait le vœu qu'il deviendra un moine si le Seigneur le fait guérir. Miraculeusement, Maco se rétablit et est ainsi envoyé à Rome, présentée comme la nouvelle Babylone, où il rencontre Maître Andrea, qui s'offrira à lui servir de mentor, mais où il rencontrera également le regard de la belle Camilla de Pise.

### Premier acte
Après s'être installé à Rome, Maco rencontre Maître Andrea, une personne très prometteuse et aimable, qui avertit Messire Maco que, avant de devenir cardinal, il doit apprendre l'art d'être courtisan, et qu'il peut lui enseigner cet art. En se promenant, les deux achètent à un vendeur un livre intitulé « Le Courtisan malchanceux » et décident de le lire.
Un jour, alors que Maco aperçoit de la fenêtre une belle fille, dont il tombera amoureux, un domestique prend le livre et commence à le lire avidement, sans se faire remarquer. Pendant ce temps, à l'extérieur de la chambre, deux autres serviteurs, Rosso et Cappa, discutent tout en étant écoutés en secret par deux collègues, Flaminio et Valerio, au service de Messire Parabolano de Naples. Ils se plaignent de comment Maître Andrea les traite, et le considèrent également comme un imbécile parce qu'il s'est fait voler des bijoux en les confiant à un escroc. Mais ce qui intéresse le plus les deux serviteurs est qu'ils ont surpris une nuit Maco qui s'agitait dans son lit, criant le nom « Laura ! », alors qu'il se masturbait.
Plus tard, Parabolano envoie Rosso acheter un cadeau pour un ami à lui, mais Rosso préfère demander à un pêcheur florentin de lui vendre des lamproies, puis se dispute avec lui. Rosso se rend chez un prêtre et lui confie qu'il est possédé par un démon. Le prêtre se précipite avec le sacristain et des enfants de chœur, tandis que le gredin fuit avec ses poissons. En même temps, Andrea donne quelques leçons à Maco et ils formulent ensemble des critiques sur l'impiété.

### Deuxième acte
Pendant que les deux valets cuisent les lamproies, Rosso bout d'impatience de raconter à quelqu'un ce qu'il a appris sur Maco la nuit précédente et se rend chez son amie liseuse de bonne aventure Aloigia. Celle-ci, après avoir écouté l'histoire, lui explique que le désir de Maco est irréalisable parce que Laura est déjà mariée, et que cela pourrait compromettre l'honneur de Maco.
De son côté, Andrea cherche à avoir plus de renseignements au sujet d'une certaine Camilla de Pise, vue il y a quelques jours par la fenêtre, et commence à  lui écrire des poèmes. Au bout de quelques jours, il s'arme de courage et se rend de nuit sous la maison de Camilla pour lui faire une sérénade avec Zoppino. Il y a également un autre homme dans les parages, Grillo, un serviteur de Maco, qui est pris par les deux chanteurs pour son patron, alors que lui-même les a pris pour deux gardes de la ville de Rome, et qu'il s'enfuit à toutes jambes. Grillo rejoint son maître, en lui disant que des gardes sont sur ses traces. Comme celui-ci n'a pas encore demandé son permis de séjour réglementaire, il s'enfuit. À la fin Andrea et Zoppino approchent Grillo et lui révèlent que l'histoire du permis de séjour était entièrement une farce selon le goût romain.

### Troisième acte
Valerio est furieux contre Rosso parce qu'il est le préféré de Messire Parabolano, et ainsi les deux hommes vivent dans un climat de forte tension. Rosso, comme on l'a déjà découvert, est beaucoup plus rusé et visqueux que l'autre, et veut se débarrasser de lui. Aloigia arrive et remet les choses en place, et un rapport d'amitié entre Parabolano et Aloigia commence à naître. Pendant ce temps, Maco, toujours en fuite, est écouté par le noble napolitain et va ensuite faire des confidences avec le serviteur, avouant qu'il vient de tomber amoureux d'une prostituée. Rosso est obligé d'écouter les platitudes du noble, alors qu'il voudrait aider Aloigia en la libérant des griffes du pompeux Parabolano. Ainsi, il pense bien faire en l'envoyant travailler chez le boulanger Ercolano. À présent, il faut aider Maco à satisfaire son désir et les serviteurs ont la brillante idée de le changer physiquement en un autre et le plongent donc dans un bain thermal avec l'aide du savant Mercurio.

### Quatrième acte
Dans le palais de Maître Parabolano, Rosso et Valerio continuent à se chamailler et à se jouer des tours jusqu'à ce qu'arrive leur maître. Celui-ci vient de tomber amoureux de Laura et voudrait la connaître. C'est l'occasion pour Rosso d'embobiner à la fois son maître et son rival. Il commence par présenter Valerio à son employeur comme un fou furieux, et celui-ci est chassé du palais. Ensuite, avec l'aide d'Aloigia, il lui présente Togna, la femme du boulanger Ercolano. Enfin, il joue un tour à un marchand juif : il lui demande de lui vendre une tunique pour son maître qui veut se faire moine. Rosso convainc l'homme de lui enfiler l'habit, puis de se retourner. Le marchand fait tout ce que lui ordonne Rosso, lequel, pendant qu'il est tourné, s'enfuit à toutes jambes, poursuivi par le marchand. Les deux sont arrêtés par les gardes et conduits à la caserne où Rosso, grâce à son astuce, fait jeter en prison le marchand.
De son côté, Grillo s'est rendu à Sienne pour prélever dans la noble maison du père de Maco un miroir, puis revient à Rome pour se préparer à recevoir le nouveau Maco. En effet, la cure thermale a complètement changé l'aspect du noble, et ainsi Grillo lui tend le miroir.
Enfin, Rosso rencontre de nouveau Aloigia et lui fait part du plan astucieux qu'il a commencé à mettre en œuvre.

### Cinquième acte
Togna attend son mari sur le seuil. Celui-ci tarde à arriver parce qu'il est ivre mort. Il est tellement saoul qu'il ne se rend pas compte que sa femme sort avec ses habits, après lui avoir fait endosser des habits de femme. Quand il se réveille et se rend compte de l'échange, il devient fou furieux et se décide à la chercher.
La petite bande de Maco, Andrea et Zoppino découvre que Camilla, la fille tant aimée du Toscan, n'est autre qu'une vulgaire prostituée, propriétaire d'une maison de rencontres où elle a invité un peloton entier de soldats espagnols.
Parabolano, accompagné par Aloigia, entre dans la pièce où l'attend Togna. Parabolano se rend compte que Togna n'est pas la Laura qu'il désirait. Valerio convainc Parabolano de ne pas faire de bêtises, mais plutôt de rire de la blague dont il a été victime. Aloigia lui confesse de l'avoir trompé, mais seulement par bonté, par peur que ses peines d'amour ne le rendent malade. À ce moment, Ercolano fait irruption dans la chambre, et, malgré les propos rassurants de sa femme, soutient qu'il a été fait cocu et menace de tuer les deux. Mais ils font la paix.
Maco s'échappe par la fenêtre du bordel où il a été blessé par les Espagnols. Parabolano ordonne à Valerio d'aller chez Messire Pattolo pour lui faire écrire une comédie sur les deux farces. Tous vont chez Parabolano pour conclure la soirée.
À la fin, l'histrion se tourne vers le public et dit que si la comédie a été longue, c'est parce qu'à Rome les choses prennent leur temps. Il ne se préoccupe pas vraiment de savoir si la comédie a plu, puisque personne n'a été obligé à la regarder. Pour voir de suite une comédie encore plus drôle, il l'invite à regarder Rome, véritable scène de théâtre de la comédie qui vient de se finir.

## Personnages
- histrion du prologue
- histrion de l'histoire
- Messire Maco de Coe, de Sienne
- Maître Andrea
- Grillo, valet de Maco
- un escroc qui vend des histoires
- Rosso, serviteur de Messire Parabolano
- Cappa, un autre serviteur de Messire Parabolano
- Flaminio, courtisan
- Valerio, courtisan
- Sempronio, vieux courtisan
- Messire Parabolano, de Naples
- Sire Faccenda, pêcheur
- gardes de l'église d'Aracoeli
- Aloigia, marieuse
- Zoppino, vendeur de tabac
- Maître Mercurio, charlatan
- Romanello, marchand juif
- Ercolano, boulanger
- Antonia, dite Togna, femme d'Ercolano
- Biasina, fantômatique Camilla de Pise
- policiers

## Différences entre les versions de 1525 et de 1534

### Dédicace
La version de 1534 comporte une dédicace adressée au cardinal de Trente, qui est absente dans la version de 1525.
Dans cette dédicace, L'Arétin commence par flatter son mécène, et il précise que la cour de celui-ci n'a rien à voir avec celle qui est décrite dans la comédie. Il s'ensuite quelques piques contre les Sarrasins et les Turcs qui ont récemment menacé l'Italie, et contre Martin Luther. À la fin de la dédicace, L'Arétin en appelle à la pitié du cardinal pour accepter sa comédie.

### Prologue
Le prologue de la version de 1534 est complètement différent de celui de 1525.
Dans la nouvelle version, l'histrion de l'intrigue ne se dispute pas avec l'histrion du prologue. Au lieu de cela, ils parlent avec un étranger et un courtisan. L'étranger s'est trompé et se retrouve sur la scène par erreur. Il demande au noble ce qui se passe ici. Lorsqu'il apprend qu'une comédie doit être jouée, il essaye de deviner de quelle comédie il s'agit. C'est l'occasion de commenter différents auteurs, dont L'Arioste, Tasso, Bembo, Dante et Pétrarque et de révéler le ridicule du titre de cardinal.
Ce n'est qu'alors que l'intrigue de la comédie est annoncée. La description de l'intrigue reste la même que dans la version précédente, mais quelques noms changent: Aloigia s'appelle à présent Alvigia, et Ercolano Arcolano.

### Rome et Venise
Dans la version de 1525, la société de cour à Rome est présentée comme supérieure à toutes les autres en Italie, et la comédie ne présente donc, parmi les abus de cette société, que la partie émergée de l'iceberg. En revanche, la version de 1534 fonctionne comme une comparaison entre une vie de cour à Rome décrite comme vile et une vie de cour à Venise dont il est fait l'éloge. Cette prise de distance par rapport à Rome a son origine dans le pape Clément VII et son ministre Gian Matteo Giberti qui a tenté de faire assassiner L'Arétin.

### Énumération de personnages
Dans la huitième scène du troisième acte de la version 1534, on trouve une énumération de personnalités qui n'existe pas dans la version de 1525.
Dans la version de 1534, Flaminio donne pour raison de sa décision de quitter Rome et d'aller à la cour de Venise la liste des illustres personnalités et de leurs mérites qui sont membres de la cour de Venise et qui ajoutent à l'éclat de cette cour comparée aux autres cours italiennes.
Le même procédé de l'énumération de personnalités se retrouve dans la troisième scène du cinquième acte d'une autre comédie de L'Arétin, Le Maréchal (de) (Il marescalco) (1527–1533). Ce sont des clins d'œil ironique à l'énumération des soutiens des ancêtres de L'Arioste que l'on trouve dans l'Orlando furioso[réf. nécessaire].

## Commentaire

### Insultes au spectateur
Le prologue de La Courtisane se démarque des prologues d'autres comédies de l'époque par le fait que l'Arétin ne cherche pas à rallier les spectateurs à sa cause, mais les insulte.

### Vie quotidienne
Comme La Lena (it) de L'Arioste, La Courtisane est une sorte de chronique du quotidien de l'époque. On peut ainsi citer des personnages hauts en couleur comme le « vendeur d'histoires », le pêcheur ou le Juif Romanello. Alvigia représente quant à elle le demi-monde de l'époque.
On trouve aussi deux personnes dont l'existence réelle est documentée, et que Pierre l'Arétin évoque aussi dans ses Ragionamenti, le peintre Maître Andrea, qui dans la comédie entraîne Maco dans la panade, et Rosso. Les références aux Espagnols sont à relier à l'occupation espagnole de certaines parties de l'Italie.

### Éléments autobiographiques
La courtisane reflète la frustration de l'Arétin concernant son expérience de la cour de Rome.
Il est possible que l'histoire de Macro ait un caractère autobiographique fort, dans la mesure où Maco vient à Rome pour devenir courtisan, mais rencontre régulièrement des personnes qui détournent ses efforts pour leurs propres buts. Ainsi, Valerio affirme que « pour entrer à la cour, il faut être sourd, aveugle, muet, un âne, un bœuf, et un enfant ». De même, Flaminio dissuade son maître Sempronio d'envoyer son fils à Rome pour devenir courtisan.

### Une comédie foisonnante
La Courtisane met en scène 24 personnages différents. En comparaison d'autres comédies de l'époque, c'est un nombre considérable. La comédie elle-même comporte 106 scènes. La comédie peut ainsi donner une impression de fragmentation.

### Influences
Il est possible que de nombreuses autres œuvres aient servi de source d'inspiration à L'Arétin, qui connaissait bien la poésie et le théâtre de son temps :
- Il y a des ressemblances entre Messire Maco et le Siennois dans I suppositi (it) de L'Arioste (1509)[3].
- La scène où Rosso et la marieuse Alvigia identifient Livia, désirée par Parabolano, comme une prostituée rappelle La Calandria de Bernardo Dovizi da Bibbiena (1513), dans laquelle Fessenio fait coucher Calandro avec une prostituée sans que ce dernier ne le sache[3].
- La scène où Alvigia demande à un prêtre si sa maîtresse, une sorcière, ira au ciel, et s'informe aussi si une invasion des Turcs est imminente, rappelle La Mandragore de Nicolas Machiavel, où une femme pose le même genre de questions à Frère Timoteo[3],[4],[5].
- Le personnage  d'Alvigia rappelle aussi La Lena (it) de L'Arioste (1528) et La Célestine de Fernando de Rojas (1499)[3].
- La Divine Comédie aurait aussi pu servir de modèle pour certains passages de La Courtisane[4].

## Éditions
- Pierre L'Arétin (trad. P. L. Jacob), « La Courtisane », dans Œuvres choisies de P. Arétin, Paris, Charles Gosselin, 1845 (lire en ligne) (en français, version de 1534).
- (it) Pietro Aretino, « La cortigiana », dans Tutte le commedie, Mursia, Milan, 1968 (en italien, version de 1534).
- (it) Pietro Aretino, La cortigiana, Turin, Einaudi, 1970 (en italien, version de 1525).
- Pierre L'Arétin (ill. Sahut), La Courtisane, Roissard, 1975, 263 p. (en français).
- Pierre L'Arétin (trad. Paul Larivaille), La Comédie courtisane : La cortigiana, Les Belles Lettres, coll. « Bibliothèque italienne », 2005, 406 p. (ISBN 978-2-251-73015-8) (bilingue français italien, version de 1525).